# Tryphon asiaticus
Tryphon asiaticus är en stekelart som beskrevs av Telenga 1930. Tryphon asiaticus ingår i släktet Tryphon och familjen brokparasitsteklar. Inga underarter finns listade i Catalogue of Life.